# Косых, Николай Егорович
Николай Егорович Косых (1915 год, село Серебренниково — 1993 год, посёлок Маслянино, Новосибирская область) — председатель семеноводческого колхоза «Льновод» Маслянинского района Новосибирской области. Герой Социалистического Труда (1949).

## Биография
Родился в 1915 году в крестьянской семье в селе Серебренниково. С 1929 года трудился разнорабочим в местном колхозе. После окончания школы крестьянской молодёжи был секретарём комсомольской ячейки в Серебренниково. Проходил срочную службу в Красной Армии, после которой работал заведующим заготконторы. Был избран председателем колхоза «За ударные темпы» Маслянинского района и в 1942 году — председателем колхоза «Льновод» Маслянинского района.
Вывел колхоз «Льновод» в число передовых сельскохозяйственных предприятий Новосибирской области, за что в 1946 году был награждён Орденом Трудового Красного Знамени. В 1948 году колхоз сдал государству в среднем с каждого гектара по 6,33 центнера волокна льна-долгунца и 7 центнеров семян и получил доход в размере около двух миллионов рублей. Указом Президиума Верховного Совета СССР от 20 марта 1949 года за получение высоких урожаев волокна и семян льна-долгунца при выполнении колхозом обязательных поставок и контрактации по всем видам сельскохозяйственной продукции, натуроплаты за работу МТС в 1948 году и обеспеченности семян всех культур в размере полной потребности для весеннего сева 1949 года удостоен звания Героя Социалистического Труда с вручением ордена Ленина и золотой медали «Серп и Молот».
Неоднократно участвовал во Всесоюзной выставке ВДНХ в Москве.
Руководил колхозом до 1972 года. В 1978 году вышел на пенсию. Проживал в посёлке Маслянино Новосибирской области, где скончался в 1993 году.
Сочинения
- Косых, Н. Наши успехи в развитии общественного хозяйства в послевоенный период: [Герой Социалистического Труда Н. Е. Косых благодарит за высокое звание и делится успехами развития своего колхоза] / Н. Косых // Социалистическое льноводство. — 1949. — 25 марта. — С. 2.

Память
- Его именем названа улица в посёлке Маслянино Новосибирской области[2].
- Его портрет установлен на Аллее героев в посёлке Маслянино.

Колхоз «Льновод»
Во время руководства Николая Косых колхозом «Льновод» в нём также трудились следующие передовики, удостоенные различных государственных наград: Ирина Жеребцова (Герой Социалистического Труда — в 1948 году), Мария Горина (Герой Социалистического Труда — в 1950 году), Зоя Смердова (Орден Ленина, депутат Верховного Совета РСФСР), Васса Банникова (Герой Социалистического Труда — в 1948 году), Анна Скачкова (Герой Социалистического Труда — в 1948 году), Анна Охалина (Герой Социалистического Труда — в 1949 году), Анна Родникова (Герой Социалистического Труда — в 1949 году).

## Награды
- Орден Ленина — дважды
- Орден Октябрьской Революции
- Орден Трудового Красного Знамени
- Орден «Знак Почёта» — дважды